# Växelkontor

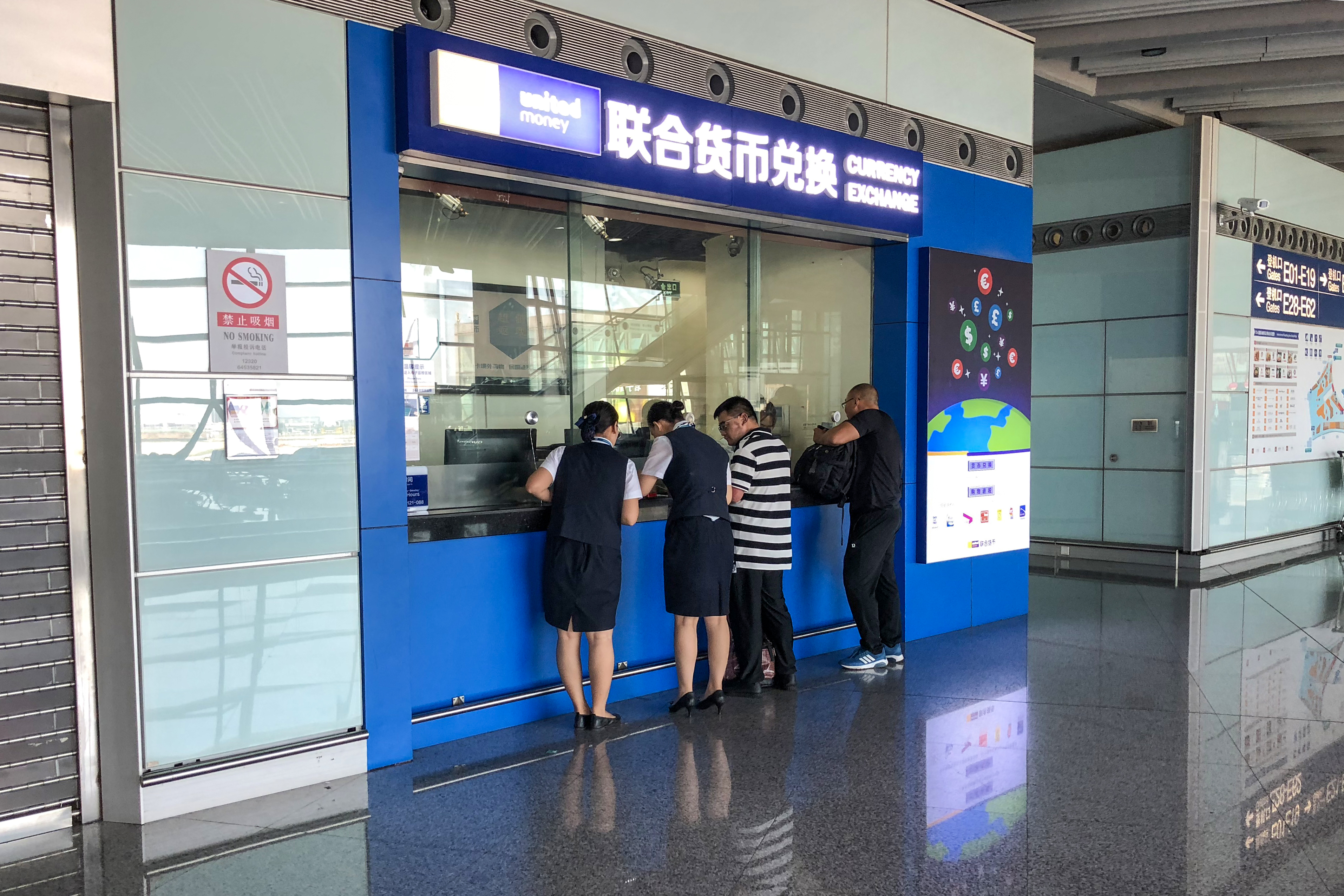
Växelkontor i Kina.

Växelkontor är ett affärsföretag för köp och försäljning av utländska mynt och sedlar, oftast i förbindelse med annan bankirrörelse.
Frihetstidens växelkontor i Sverige var karakteristiska för tidens politiska ekonomi och svarade inte mot definitionen av vår tids växelkontor. De inrättades från 1747 av hattarna för att höja den svenska sedelvalutan. Efter mösspartiets seger anställdes vid riksdagen 1765–1766 räfst med växelkontorets bolagsmän, vilka i flera fall dömdes att betala betydande ersättningsbelopp.